# Liste des champions NBA
Cette liste des champions NBA présente les vainqueurs des finales NBA, la conclusion des playoffs et de la saison. Toutes les finales ont été jouées dans un format au meilleur des sept matchs et sont disputées entre les vainqueurs de la Conférence Est et de la Conférence Ouest. 
De 1946 à 1949, lorsque la ligue était connue sous le nom de Basketball Association of America (BAA), les playoffs étaient un tournoi en trois étapes où les deux vainqueurs de demi-finales se sont affrontés en finale. L'équipe gagnante de la finale reçoit le trophée Larry O'Brien. 
Le format actuel (domicile-extérieur) lors des finales de la NBA est « 2–2–1–1–1 » (l'équipe avec le meilleur bilan de saison régulière joue sur son terrain à domicile lors des matchs 1, 2, 5 et 7). Il était auparavant dans un format « 2–3–2 » (l'équipe avec le meilleur bilan de saison régulière joue sur son terrain à domicile lors des matchs 1, 2, 6 et 7). Le format « 1–1–1–1–1–1–1 » a existé en 1956 et 1971. Un format en « 1–2–2–1–1 » en 1975 et 1978 . 
La Conférence Est mène sur la Conférence Ouest en finales gagnées (41-38). Les Celtics de Boston et les Lakers de Minneapolis / Los Angeles détiennent à eux seuls près de la moitié des titres, ce qui constitue un total de 35 des 79 titres. 
Les champions en titre sont le Thunder d'Oklahoma City.

## Champions
- Les premières parenthèses dans les colonnes Champion de l'Ouest et Champion de l'Est indiquent les têtes de série des équipes.
- Les deuxièmes parenthèses indiquent le bilan des franchises en Finales NBA.
- Nous dénotons également le bilan des finales NBA de chaque équipe à ce jour.

| Gras     | L'équipe gagnante des Finales NBA |
| Italique | Équipe avec l'avantage à domicile |

| Année | Champion de l'Ouest                 | Entraîneur            | Résultat | Champion de l'Est                  | Entraîneur       | MVP des Finales         |
| ----- | ----------------------------------- | --------------------- | -------- | ---------------------------------- | ---------------- | ----------------------- |
| 1947  | Stags de Chicago (1) (0–1)          | Harold Olsen          | 1–4      | Warriors de Philadelphie (2) (1–0) | Eddie Gottlieb   |                         |
| 1948  | Bullets de Baltimore (2) (1–0)      | Buddy Jeannette       | 4–2      | Warriors de Philadelphie (1) (1–1) | Eddie Gottlieb   |                         |
| 1949  | Lakers de Minneapolis (2) (1–0)     | John Kundla           | 4–2      | Capitols de Washington (1) (0–1)   | Red Auerbach     |                         |
| 1950  | Lakers de Minneapolis (1) (2–0)     | John Kundla           | 4–2      | Nationals de Syracuse (1) (0–1)    | Al Cervi         |                         |
| 1951  | Royals de Rochester (2) (1–0)       | Les Harrison          | 4–3      | Knicks de New York (3) (0–1)       | Joe Lapchick     |                         |
| 1952  | Lakers de Minneapolis (2) (3–0)     | John Kundla           | 4–3      | Knicks de New York (3) (0–2)       | Joe Lapchick     |                         |
| 1953  | Lakers de Minneapolis (1) (4–0)     | John Kundla           | 4–1      | Knicks de New York (1) (0–3)       | Joe Lapchick     |                         |
| 1954  | Lakers de Minneapolis (1) (5–0)     | John Kundla           | 4–3      | Nationals de Syracuse (1) (0–2)    | Al Cervi         |                         |
| 1955  | Pistons de Fort Wayne (1) (0–1)     | Charley Eckman        | 3–4      | Nationals de Syracuse (1) (1–2)    | Al Cervi         |                         |
| 1956  | Pistons de Fort Wayne (1) (0–2)     | Charley Eckman        | 1–4      | Warriors de Philadelphie (1) (2–1) | George Senesky   |                         |
| 1957  | Hawks de Saint-Louis (1) (0–1)      | Alex Hannum           | 3–4      | Celtics de Boston (1) (1–0)        | Red Auerbach     |                         |
| 1958  | Hawks de Saint-Louis (1) (1–1)      | Alex Hannum           | 4–2      | Celtics de Boston (1) (1–1)        | Red Auerbach     |                         |
| 1959  | Lakers de Minneapolis (2) (5–1)     | John Kundla           | 0–4      | Celtics de Boston (1) (2–1)        | Red Auerbach     |                         |
| 1960  | Hawks de Saint-Louis (1) (1–2)      | Ed Macauley           | 3–4      | Celtics de Boston (1) (3–1)        | Red Auerbach     |                         |
| 1961  | Hawks de Saint-Louis (1) (1–3)      | Paul Seymour          | 1–4      | Celtics de Boston (1) (4–1)        | Red Auerbach     |                         |
| 1962  | Lakers de Los Angeles (1) (5–2)     | Fred Schaus           | 3–4      | Celtics de Boston (1) (5–1)        | Red Auerbach     |                         |
| 1963  | Lakers de Los Angeles (1) (5–3)     | Fred Schaus           | 2–4      | Celtics de Boston (1) (6–1)        | Red Auerbach     |                         |
| 1964  | Warriors de San Francisco (1) (2–2) | Alex Hannum           | 1–4      | Celtics de Boston (1) (7–1)        | Red Auerbach     |                         |
| 1965  | Lakers de Los Angeles (1) (5–4)     | Fred Schaus           | 1–4      | Celtics de Boston (1) (8–1)        | Red Auerbach     |                         |
| 1966  | Lakers de Los Angeles (1) (5–5)     | Fred Schaus           | 3–4      | Celtics de Boston (2) (9–1)        | Red Auerbach     |                         |
| 1967  | Warriors de San Francisco (1) (2–3) | Bill Sharman          | 2–4      | 76ers de Philadelphie (1) (2–2)    | Alex Hannum      |                         |
| 1968  | Lakers de Los Angeles (2) (5–6)     | Butch van Breda Kolff | 2–4      | Celtics de Boston (2) (10–1)       | Bill Russell     |                         |
| 1969  | Lakers de Los Angeles (1) (5–7)     | Butch van Breda Kolff | 3–4      | Celtics de Boston (4) (11–1)       | Bill Russell     | Jerry West              |
| 1970  | Lakers de Los Angeles (2) (5–8)     | Joe Mullaney          | 3–4      | Knicks de New York (1) (1–3)       | Red Holzman      | Willis Reed             |
| 1971  | Bucks de Milwaukee (1) (1–0)        | Larry Costello        | 4–0      | Bullets de Baltimore (1) (0–1)     | Gene Shue        | Kareem Abdul-Jabbar     |
| 1972  | Lakers de Los Angeles (1) (6–8)     | Bill Sharman          | 4–1      | Knicks de New York (2) (1–4)       | Red Holzman      | Wilt Chamberlain        |
| 1973  | Lakers de Los Angeles (2) (6–9)     | Bill Sharman          | 1–4      | Knicks de New York (2) (2–4)       | Red Holzman      | Willis Reed (2)         |
| 1974  | Bucks de Milwaukee (1) (1–1)        | Larry Costello        | 3–4      | Celtics de Boston (1) (12–1)       | Tom Heinsohn     | John Havlicek           |
| 1975  | Warriors de Golden State (1) (3–3)  | Al Attles             | 4–0      | Bullets de Washington (2) (0–2)    | K.C. Jones       | Rick Barry              |
| 1976  | Suns de Phoenix (3) (0–1)           | John MacLeod          | 2–4      | Celtics de Boston (1) (13–1)       | Tom Heinsohn     | Jo Jo White             |
| 1977  | Trail Blazers de Portland (3) (1–0) | Jack Ramsay           | 4–2      | 76ers de Philadelphie (1) (2–3)    | Gene Shue        | Bill Walton             |
| 1978  | SuperSonics de Seattle (4) (0–1)    | Lenny Wilkens         | 3–4      | Bullets de Washington (3) (1–2)    | Dick Motta       | Wes Unseld              |
| 1979  | SuperSonics de Seattle (1) (1–1)    | Lenny Wilkens         | 4–1      | Bullets de Washington (1) (1–3)    | Dick Motta       | Dennis Johnson          |
| 1980  | Lakers de Los Angeles (1) (7–9)     | Paul Westhead         | 4–2      | 76ers de Philadelphie (3) (2–4)    | Billy Cunningham | Magic Johnson           |
| 1981  | Rockets de Houston (6) (0–1)        | Del Harris            | 2–4      | Celtics de Boston (1) (14–1)       | Bill Fitch       | Cedric Maxwell          |
| 1982  | Lakers de Los Angeles (1) (8–9)     | Pat Riley             | 4–2      | 76ers de Philadelphie (3) (2–5)    | Billy Cunningham | Magic Johnson (2)       |
| 1983  | Lakers de Los Angeles (1) (8–10)    | Pat Riley             | 0–4      | 76ers de Philadelphie (1) (3–5)    | Billy Cunningham | Moses Malone            |
| 1984  | Lakers de Los Angeles (1) (8–11)    | Pat Riley             | 3–4      | Celtics de Boston (1) (15–1)       | K.C. Jones       | Larry Bird              |
| 1985  | Lakers de Los Angeles (1) (9–11)    | Pat Riley             | 4–2      | Celtics de Boston (1) (15–2)       | K.C. Jones       | Kareem Abdul-Jabbar (2) |
| 1986  | Rockets de Houston (2) (0–2)        | Bill Fitch            | 2–4      | Celtics de Boston (1) (16–2)       | K.C. Jones       | Larry Bird (2)          |
| 1987  | Lakers de Los Angeles (1) (10–11)   | Pat Riley             | 4–2      | Celtics de Boston (1) (16–3)       | K.C. Jones       | Magic Johnson (3)       |
| 1988  | Lakers de Los Angeles (1) (11–11)   | Pat Riley             | 4–3      | Pistons de Détroit (2) (0–3)       | Chuck Daly       | James Worthy            |
| 1989  | Lakers de Los Angeles (1) (11–12)   | Pat Riley             | 0–4      | Pistons de Détroit (1) (1–3)       | Chuck Daly       | Joe Dumars              |
| 1990  | Trail Blazers de Portland (3) (1–1) | Rick Adelman          | 1–4      | Pistons de Détroit (1) (2–3)       | Chuck Daly       | Isiah Thomas            |
| 1991  | Lakers de Los Angeles (3) (11–13)   | Mike Dunleavy Sr.     | 1–4      | Bulls de Chicago (1) (1–0)         | Phil Jackson     | Michael Jordan          |
| 1992  | Trail Blazers de Portland (1) (1–2) | Rick Adelman          | 2–4      | Bulls de Chicago (1) (2–0)         | Phil Jackson     | Michael Jordan (2)      |
| 1993  | Suns de Phoenix (1) (0–2)           | Paul Westphal         | 2–4      | Bulls de Chicago (2) (3–0)         | Phil Jackson     | Michael Jordan (3)      |
| 1994  | Rockets de Houston (2) (1–2)        | Rudy Tomjanovich      | 4–3      | Knicks de New York (2) (2–5)       | Pat Riley        | Hakeem Olajuwon         |
| 1995  | Rockets de Houston (6) (2–2)        | Rudy Tomjanovich      | 4–0      | Magic d'Orlando (1) (0–1)          | Brian Hill       | Hakeem Olajuwon (2)     |
| 1996  | SuperSonics de Seattle (1) (1–2)    | George Karl           | 2–4      | Bulls de Chicago (1) (4–0)         | Phil Jackson     | Michael Jordan (4)      |
| 1997  | Jazz de l'Utah (1) (0–1)            | Jerry Sloan           | 2–4      | Bulls de Chicago (1) (5–0)         | Phil Jackson     | Michael Jordan (5)      |
| 1998  | Jazz de l'Utah (1) (0–2)            | Jerry Sloan           | 2–4      | Bulls de Chicago (1) (6–0)         | Phil Jackson     | Michael Jordan (6)      |
| 1999  | Spurs de San Antonio (1) (1–0)      | Gregg Popovich        | 4–1      | Knicks de New York (8) (2–6)       | Jeff Van Gundy   | Tim Duncan              |
| 2000  | Lakers de Los Angeles (1) (12–13)   | Phil Jackson          | 4–2      | Pacers de l'Indiana (1) (0–1)      | Larry Bird       | Shaquille O'Neal        |
| 2001  | Lakers de Los Angeles (2) (13–13)   | Phil Jackson          | 4–1      | 76ers de Philadelphie (1) (3–6)    | Larry Brown      | Shaquille O'Neal (2)    |
| 2002  | Lakers de Los Angeles (3) (14–13)   | Phil Jackson          | 4–0      | Nets du New Jersey (1) (0–1)       | Byron Scott      | Shaquille O'Neal (3)    |
| 2003  | Spurs de San Antonio (1) (2–0)      | Gregg Popovich        | 4–2      | Nets du New Jersey (2) (0–2)       | Byron Scott      | Tim Duncan (2)          |
| 2004  | Lakers de Los Angeles (2) (14–14)   | Phil Jackson          | 1–4      | Pistons de Détroit (3) (3–3)       | Larry Brown      | Chauncey Billups        |
| 2005  | Spurs de San Antonio (2) (3–0)      | Gregg Popovich        | 4–3      | Pistons de Détroit (2) (3–4)       | Larry Brown      | Tim Duncan (3)          |
| 2006  | Mavericks de Dallas (4) (0–1)       | Avery Johnson         | 2–4      | Heat de Miami (2) (1–0)            | Pat Riley        | Dwyane Wade             |
| 2007  | Spurs de San Antonio (3) (4–0)      | Gregg Popovich        | 4–0      | Cavaliers de Cleveland (2) (0–1)   | Mike Brown       | Tony Parker             |
| 2008  | Lakers de Los Angeles (1) (14–15)   | Phil Jackson          | 2–4      | Celtics de Boston (1) (17–3)       | Doc Rivers       | Paul Pierce             |
| 2009  | Lakers de Los Angeles (1) (15–15)   | Phil Jackson          | 4–1      | Magic d'Orlando (3) (0–2)          | Stan Van Gundy   | Kobe Bryant             |
| 2010  | Lakers de Los Angeles (1) (16–15)   | Phil Jackson          | 4–3      | Celtics de Boston (4) (17–4)       | Doc Rivers       | Kobe Bryant (2)         |
| 2011  | Mavericks de Dallas (3) (1–1)       | Rick Carlisle         | 4–2      | Heat de Miami (2) (1–1)            | Erik Spoelstra   | Dirk Nowitzki           |
| 2012  | Thunder d'Oklahoma City (2) (1–3)   | Scott Brooks          | 1–4      | Heat de Miami (2) (2–1)            | Erik Spoelstra   | LeBron James            |
| 2013  | Spurs de San Antonio (2) (4–1)      | Gregg Popovich        | 3–4      | Heat de Miami (1) (3–1)            | Erik Spoelstra   | LeBron James (2)        |
| 2014  | Spurs de San Antonio (1) (5–1)      | Gregg Popovich        | 4–1      | Heat de Miami (2) (3–2)            | Erik Spoelstra   | Kawhi Leonard           |
| 2015  | Warriors de Golden State (1) (4–3)  | Steve Kerr            | 4–2      | Cavaliers de Cleveland (2) (0–2)   | David Blatt      | Andre Iguodala          |
| 2016  | Warriors de Golden State (1) (4–4)  | Steve Kerr            | 3–4      | Cavaliers de Cleveland (1) (1–2)   | Tyronn Lue       | LeBron James (3)        |
| 2017  | Warriors de Golden State (1) (5–4)  | Steve Kerr            | 4–1      | Cavaliers de Cleveland (2) (1–3)   | Tyronn Lue       | Kevin Durant            |
| 2018  | Warriors de Golden State (2) (6–4)  | Steve Kerr            | 4–0      | Cavaliers de Cleveland (4) (1–4)   | Tyronn Lue       | Kevin Durant (2)        |
| 2019  | Warriors de Golden State (1) (6–5)  | Steve Kerr            | 2–4      | Raptors de Toronto (2) (1–0)       | Nick Nurse       | Kawhi Leonard (2)       |
| 2020  | Lakers de Los Angeles (1) (17–15)   | Frank Vogel           | 4–2      | Heat de Miami (5) (3–3)            | Erik Spoelstra   | LeBron James (4)        |
| 2021  | Suns de Phoenix (2) (0–3)           | Monty Williams        | 2–4      | Bucks de Milwaukee (3) (2–1)       | Mike Budenholzer | Giánnis Antetokoúnmpo   |
| 2022  | Warriors de Golden State (3) (7–5)  | Steve Kerr            | 4–2      | Celtics de Boston (2) (17–5)       | Ime Udoka        | Stephen Curry           |
| 2023  | Nuggets de Denver (1) (1–0)         | Michael Malone        | 4–1      | Heat de Miami (8) (3–4)            | Erik Spoelstra   | Nikola Jokić            |
| 2024  | Mavericks de Dallas (5) (1–2)       | Jason Kidd            | 1–4      | Celtics de Boston (1) (18–5)       | Joe Mazzulla     | Jaylen Brown            |
| 2025  | Thunder d'Oklahoma City (1) (2–3)   | Mark Daigneault       | 4–3      | Pacers de l'Indiana (4) (0–2)      | Rick Carlisle    | Shai Gilgeous-Alexander |

## Résultats par équipe
| Équipe                                                                                   | Victoires | Défaites | Total de Finales | Années victorieuses                                                                                        |
| ---------------------------------------------------------------------------------------- | --------- | -------- | ---------------- | --- |
| Celtics de Boston                                                                        | 18        | 5        | 23               | 1957, 1959, 1960, 1961, 1962, 1963, 1964, 1965, 1966, 1968, 1969, 1974, 1976, 1981, 1984, 1986, 2008, 2024 |
| Lakers de Los Angeles (inclus le bilan des Lakers de Minneapolis)                        | 17        | 15       | 32               | 1949, 1950, 1952, 1953, 1954, 1972, 1980, 1982, 1985, 1987, 1988, 2000, 2001, 2002, 2009, 2010, 2020       |
| Warriors de Golden State (inclus le bilan des Warriors de Philadelphie et San Francisco) | 7         | 5        | 12               | 1947, 1956, 1975, 2015, 2017, 2018, 2022                                                                   |
| Bulls de Chicago                                                                         | 6         | 0        | 6                | 1991, 1992, 1993, 1996, 1997, 1998                                                                         |
| Spurs de San Antonio                                                                     | 5         | 1        | 6                | 1999, 2003, 2005, 2007, 2014                                                                               |
| 76ers de Philadelphie (inclus le bilan des Nationals de Syracuse)                        | 3         | 6        | 9                | 1955, 1967, 1983                                                                                           |
| Pistons de Détroit (inclus le bilan des Pistons de Fort Wayne)                           | 3         | 4        | 7                | 1989, 1990, 2004                                                                                           |
| Heat de Miami                                                                            | 3         | 4        | 7                | 2006, 2012, 2013                                                                                           |
| Knicks de New York                                                                       | 2         | 6        | 8                | 1970, 1973                                                                                                 |
| Bucks de Milwaukee                                                                       | 2         | 1        | 3                | 1971, 2021                                                                                                 |
| Rockets de Houston                                                                       | 2         | 2        | 4                | 1994, 1995                                                                                                 |
| Thunder d'Oklahoma City (inclus le bilan des SuperSonics de Seattle)                     | 2         | 3        | 5                | 1979, 2025                                                                                                 |
| Bullets de Baltimore (disparue en 1954) (Équipe non affiliée aux Wizards de Washington)  | 1         | 0        | 1                | 1948 |
| Kings de Sacramento (inclus le bilan des Royals de Rochester)                            | 1         | 0        | 1                | 1951 |
| Hawks d'Atlanta (inclus le bilan des Hawks de Saint-Louis)                               | 1         | 3        | 4                | 1958 |
| Trail Blazers de Portland                                                                | 1         | 2        | 3                | 1977 |
| Wizards de Washington (inclus le bilan des Bullets de Washington)                        | 1         | 3        | 4                | 1978 |
| Mavericks de Dallas                                                                      | 1         | 2        | 3                | 2011 |
| Cavaliers de Cleveland                                                                   | 1         | 4        | 5                | 2016 |
| Raptors de Toronto                                                                       | 1         | 0        | 1                | 2019 |
| Nuggets de Denver                                                                        | 1         | 0        | 1                | 2023 |
| Suns de Phoenix                                                                          | 0         | 3        | 3                | — |
| Jazz de l'Utah                                                                           | 0         | 2        | 2                | — |
| Nets de Brooklyn (inclus le bilan des Nets du New Jersey)                                | 0         | 2        | 2                | — |
| Magic d'Orlando                                                                          | 0         | 2        | 2                | — |
| Stags de Chicago (disparue en 1950)                                                      | 0         | 1        | 1                | — |
| Capitols de Washington (disparue en 1951)                                                | 0         | 1        | 1                | — |
| Pacers de l'Indiana                                                                      | 0         | 2        | 2                | — |
| Hornets de Charlotte                                                                     | —         | —        | —                | |
| Clippers de Los Angeles                                                                  | —         | —        | —                | |
| Grizzlies de Memphis                                                                     | —         | —        | —                | |
| Timberwolves du Minnesota                                                                | —         | —        | —                | |
| Pelicans de La Nouvelle-Orléans                                                          | —         | —        | —                | |

## Voir également
- MVP des Finales NBA
- Liste des joueurs les plus titrés en NBA